# 燕汝靖
燕汝靖（16世紀—17世紀），字懋忠，山西汾州府介休縣人，明朝政治人物。

## 生平
燕汝靖是萬曆十六年（1588年）的舉人，授登封知縣，在地方愛民如子，又修葺學校、纂寫縣志，將任滿時百姓都感到悲哀，到去任日有萬人扳轅請求留任，晚上才能有空閒出境，之後擢官長蘆都轉鹽運使司鹽運同知，在任內去世，入祀登封名宦祠，著有《嵩獄古今集錄》二卷。

## 引用
1. 1 2  嘉慶《介休縣志·卷九·人物》：燕汝靖，字懋忠，萬歷戊子登鄉薦，授河南登封令，愛民若子，修學校、纂邑乘，無廢弗舉，任將滿，百姓有無以公歸，無使心悲之，頌去之日扳轅泣留者以萬計，夜分得閒始出境，累擢長蘆運同，卒於官，祀登封名宦。
2. ↑  《明史·卷九十七·志第七十三·藝文二》：地理……燕汝靖《嵩獄古今集錄》二卷